# Elaine Hatfield
Elaine Hatfield (anteriormente conocida como Elaine Walster; Detroit, Míchigan, 22 de octubre de 1937) es una psicóloga social y sexóloga estadounidense. Ha sido acreditada, junto con Elena S. Berscheid, como una de las pioneras en las ciencias de la relación. Trabaja como profesora en el departamento de psicología de la Universidad de Hawái.

## Educación
Hatfield recibió su Licenciatura en Psicología e Inglés en 1959 en la Universidad de Míchigan y su Doctorado en la Universidad de Stanford en 1963.

## Carrera
Las ciencias de las relaciones fue el primer enfoque de investigación profesional de Hatfield, comenzando en la base de su carrera en la década de 1960 con un énfasis en la atracción humana y la naturaleza del amor romántico. Además de Berscheid, ha llevado a cabo esta investigación con varios colegas, entre ellos Leon Festinger, Elliot Aronson, su primer marido William Walster, a quien conoció en la Universidad de Stanford, Russell D. Clark, y Susan Sprecher. La llamada Scale of passionate love (Escala de amor apasionada) por Hatfield y Sprecher, desarrollada en 1986, es una de las más utilizadas en el campo.
Las investigaciones de Hatfield en el área no han estado exentas de controversia: en 1975, la beca de $84,000 USD que le otorgó la Fundación Nacional para la Ciencia, se convirtió en el foco del primer premio Golden Fleece Award por el derrochador gasto gubernamental del entonces senador William Proxmire. Debido a la campaña de Proxmire, los fondos fueron rescindidos. Sin desanimarse, Hatfield escribió o coescribió muchos libros y artículos basados en su investigación, entre ellos, el libro A New Look at Love (Una nueva mirada al amor), que ganó el Premio Nacional de Medios de la American Psychological Foundation, y un artículo en la frecuentemente citada revista de salud sexual International Journal of Sexual Health, llamado Gender Differences in Receptivity to Sexual Offers (Diferencias de género en la receptividad a las ofertas sexuales) (1989).
En la década de 1990, Hatfield y su esposo actual, el historiador estadounidense Richard Rapson, comenzaron a investigar el contagio emocional: el proceso por el cual las emociones de la gente están influenciados por la demostración de emociones de sus compañeros. En la década de 2000, se presentó junto a Katherine Aumer en la Psicología del odio.
Hatfield es profesora de Psicología en la Universidad de Hawái y expresidenta de Society for the Scientific Study of Sexuality (SSSS). En 2012, la Association for Psychological Science (APS) otorgó a Hatfield el premio William James por su trayectoria de logro científico. En los últimos años, ha recibido distinguidos premios de científicos (por toda una vida de logros científicos) de Society of Experimental Social Psychology (SESP), del SSSS y de la Universidad de Hawái, y ha recibido el premio Alfred Kinsey de la Región Occidental de SSSS. Dos de sus libros han ganado el Premio Nacional de Medios de American Psychological Association.

## Vida personal
Fuera de su investigación, en 1963, Hatfield y Berscheid, quien entonces eran profesoras de la Universidad de Minnesota, desafiaron y superaron la prohibición de la Universidad contra las mujeres en el comedor de los profesores en el Faculty Club de la universidad. Anteriormente se casó con William Walster, actualmente está casada con Richard Rapson.